# Kissworld: The Best of Kiss
Kissworld: The Best of Kiss je oficiální kompilační album největších hitů skupiny Kiss, vydané 25. ledna 2019 americkým hudebním vydavatelstvím Mercury Records. Album obsahuje celkem 20 skladeb a jeho délka je 75 minut a 27 vteřin.

## Seznam skladeb
| Pořadí         | Název                            | Autor                       | Hlavní zpěvák     | Délka |
| -------------- | -------------------------------- | --------------------------- | ----------------- | ----- |
| 1.             | Crazy Crazy Nights               | Stanley / Mitchell          | Stanley           | 3:47  |
| 2.             | Rock and Roll All Nite           | Simmons / Stanley           | Simmons           | 2:46  |
| 3.             | I Was Made for Lovin' You        | Stanley / Child / Poncia    | Stanley           | 4:01  |
| 4.             | God Gave Rock 'N' Roll to You II | Ballard / Simmons / Stanley | Stanley / Simmons | 5:20  |
| 5.             | Detroit Rock City                | Stanley / Bob Ezrin         | Stanley           | 5:18  |
| 6.             | Beth                             | Criss / Ezrin               | Criss             | 2:45  |
| 7.             | Lick It Up                       | Vincent / Stanley           | Stanley           | 3:56  |
| 8.             | Heaven's on Fire                 | Stanley / Child             | Stanley           | 3:20  |
| 9.             | Tears Are Falling                | Stanley                     | Stanley           | 3:55  |
| 10.            | Unholy                           | Simmons / Vinnie Vincent    | Simmons           | 3:41  |
| 11.            | Hard Luck Woman                  | Stanley                     | Criss             | 3:34  |
| 12.            | Psycho Circus                    | Stanley / Cuomo             | Stanley           | 4:50  |
| 13.            | Shout It Out Loud                | Stanley / Simmons / Ezrin   | Stanley / Simmons | 2:49  |
| 14.            | Calling Dr. Love                 | Simmons                     | Simmons           | 3:40  |
| 15.            | Christine Sixteen                | Simmons                     | Simmons           | 3:12  |
| 16.            | Love Gun                         | Stanley                     | Stanley           | 3:16  |
| 17.            | Shandi                           | Stanley / Poncia            | Stanley           | 3:36  |
| 18.            | I'm a Legend Tonight             | Stanley / Mitchell          | Stanley           | 4:00  |
| 19.            | Modern Day Delilah               | Stanley / Simmons           | Stanley           | 3:35  |
| 20.            | Hell or Hallelujah               | Stanley                     | Stanley           | 4:07  |
| Celková délka: | Celková délka:                   | Celková délka:              | Celková délka:    | 75:27 |